# IPhone 8
iPhone 8 и iPhone 8 Plus — смартфоны корпорации Apple, использующие процессор Apple A11 Bionic и операционную систему iOS 11, представленные 12 сентября 2017 года вместе с iPhone X в театре Стива Джобса. Диагональ экрана и разрешение были оставлены без изменений по сравнению с предыдущими моделями: iPhone 6s и 7; 6s Plus и 7 Plus. Толщина телефона — 7,3-7,5 мм, без учёта модуля основной камеры, немного выступающей за пределы задней плоскости. Смартфоны  используют только порт Lightning. Основное отличие от предыдущих моделей кроме увеличенных цены и аккумулятора — внедрение беспроводной зарядки по стандарту беспроводного питания Qi. 
iPhone 8 и iPhone 8 Plus получили смешанные отзывы. Сэмюэль Аксон из Ars Technica назвал процессор A11 чудесным инженерным достижением (процессор содержит 4,3 млрд транзисторов), написав, что он обеспечивает лучшую в отрасли производительность. Аксон также похвалил камеры, написав, что "цвета отличные, а низкая освещенность очень хороша для смартфона". Критиковался внешний вид, отсутствие кардинальных инноваций на 10-летие всей серии, а также большая цена.

## История
Презентацию нового устройства компания Apple провела в театре имени Стива Джобса 12 сентября 2017 года. Предзаказ устройства начался с 15 сентября 2017 года и в розничную продажу телефон вышел 22 сентября 2017 года.
В апреле 2018 года, в рамках благотворительной компании (RED), была представлена версия в ярко-красном цвете.
В марте 2020 года Apple начала продажу восстановленных аппаратов iPhone 8 Plus по стартовой цене $469. К маю этого же года началась продажа восстановленных iPhone 8 (стартовая цена — $339.

## Характеристики
iPhone 8 и iPhone 8 Plus основаны на процессоре A11 Bionic с 64-битной архитектурой и сопроцессором M11, отвечающим за геопозицию и гироскоп. Объем оперативной памяти составляет 2 ГБ (3 ГБ в iPhone 8 Plus).
В отличие от своего предшественника, смартфоны получили беспроводную зарядку (поддерживаются зарядные устройства стандарта Qi 1.0 мощностью 5 Вт), оптическое увеличение; 6-кратное цифровое увеличение (только для iPhone 8 Plus).
iPhone 8 поддерживает стандарты быстрой зарядки. В частности, зарядное устройство MacBook 29W при использовании USB-кабеля типа USB — Lightning зарядит iPhone 8 на 50 % за полчаса и до 80-85 % за час.
В комплекте iPhone 8 идёт только обычное зарядное устройство мощностью 5 Вт, не поддерживающее быструю зарядку.

## Программное обеспечение
Изначально модели выпускались с предустановленной операционной системой iOS 11.  Смартфоны этой серии поддерживают также iOS 12, iOS 13, iOS 14, iOS 15 и iOS 16

## Начало продаж
Предзаказ устройства — 15 сентября 2017 года.
Розничная продажа — 22 сентября 2017 года.
В апреле 2020 года Apple сообщила о начале продаж iPhone SE 2 и о прекращении выпуска iPhone 8 и 8 Plus, большинство характеристик которых (кроме более современного процессора A13 Bionic) новая модель от них унаследовала.

## Скорость беспроводной связи
| Тип сотовой сети/беспроводной технологии | Класс             | Частоты, на которых работает сеть | Максимальная скорость приема (Mbps) | Максимальная скорость отдачи (Mbps) | Современность        |
| ---------------------------------------- | ----------------- | --------------------------------- | ----------------------------------- | ----------------------------------- | -------------------- |
| GPRS                                     | 2G (2.5G)         | 850, 900, 1800, 1900 МГц          | 0.04                                | Неизвестно                          | Технология устарела  |
| EDGE                                     | 2G (2.75G)        | 850, 900, 1800, 1900 МГц          | 0.38                                | Неизвестно                          | Технология устарела  |
| UMTS                                     | 3G                | 850, 900, 1900, 2100 МГц          | 3.6                                 | Неизвестно                          | Технология актуальна |
| HSDPA/HSUPA                              | 3G (3.5G)         | 850, 900, 1900, 2100 МГц          | 14.4                                | 5.7                                 | Технология актуальна |
| HSPA+                                    | 3G (3.75G)        | 850, 900, 1900, 2100 МГц          | 21                                  | 5.7                                 | Технология актуальна |
| DC-HSDPA                                 | 3G (3.95G)        | 850, 900, 1900, 2100 МГц          | 84                                  | 5.7                                 | Технология актуальна |
| CDMA EV-DO Rev. A                        | 3G (3.5G)         | 800, 1900 МГц                     | 3.1                                 | 1.8                                 | Технология актуальна |
| CDMA EV-DO Rev. B                        | 3G (3.5G)         | 800, 1900 МГц                     | 4.9                                 | 2.4                                 | Технология актуальна |
| LTE                                      | 4G (4.0G)         | 800, 1900, 2600 МГц               | 450                                 | 450                                 | Технология актуальна |
| Wi-Fi                                    | 802.11 a/b/g/n/ac | 2,4 ГГц и 5 ГГц                   | 866                                 | 866                                 | Технология актуальна |
| Bluetooth 5.0                            | 802.15.4          | 2,4 ГГц                           | 1.0                                 | 1.0                                 | Технология актуальна |